# Wawer
Wawer je městský obvod ve Varšavě, nacházející se jihovýchodně od středu města. Na západní hranici teče řeka Visla. Samostatným městským obvodem se Wawer stal 27. října 2002, předtím byl částí obvodu Praga-Południe a ještě předtím byl samostatnou obcí.
Má rozlohu 79,71 km² a žije zde 62 656 obyvatel.